# Mindy Sterling
Mindy Lee Sterling (Paterson, Nueva Jersey; 11 de julio de 1953) es una actriz y comediante estadounidense. Es más conocida por su papel como Frau Farbissina (Frau Kaput en España) en las películas de Austin Powers. También ha sido protagonista de series televisivas tales como Even Stevens, That's So Raven, Joey, Reno 911!, Just Shoot Me!, Sister, Sister, Perfect Strangers, Family Matters, iCarly, The Suite Life of Zack & Cody y A.N.T. Farm.

## Vida personal
Sterling tiene un hijo de su matrimonio anterior con Brian Gadson.
En 1998, a Sterling se le diagnosticó cáncer de mama después de una mamografía de rutina. Después de una lumpectomía, quimioterapia, tratamiento de radiación y tamoxifeno, se ha mantenido libre de cáncer.

## Filmografía

### Cine
| Año  | Título                                      | Rol                                                           | Notas                    |
| ---- | ------------------------------------------- | ------------------------------------------------------------- | ------------------------ |
| 1981 | The Devil and Max Devlin                    | Fanática #1 en los Grammys                                    |                          |
| 1985 | UFOria                                      | Sister Oma and the Clarions                                   |                          |
| 1986 | House                                       | Mujer en la librería                                          |                          |
| 1987 | The Brave Little Toaster                    | Cara en el lado derecho de la máquina de coser / Madre de Rob |                          |
| 1990 | Working Tra$h                               | Mary                                                          | Película para televisión |
| 1994 | The Favor                                   | Debbie Rollins                                                |                          |
| 1995 | The Crazysitter                             | Niñera con el perro                                           |                          |
| 1995 | Beyond Family                               | Mamá Zumwalt                                                  | Película para televisión |
| 1995 | Man of the Year                             | Cindee                                                        |                          |
| 1997 | Austin Powers: International Man of Mystery | Frau Farbissina                                               |                          |
| 1999 | Idle Hands                                  | Lady Bowler                                                   |                          |
| 1999 | Austin Powers: The Spy Who Shagged Me       | Frau Farbissina                                               |                          |
| 1999 | Drop Dead Gorgeous                          | Iris Clark                                                    |                          |
| 2000 | El Grinch                                   | Clarnella                                                     |                          |
| 2001 | Barstow 2008                                | Mona Finch                                                    |                          |
| 2001 | The Sky Is Falling                          | Doris                                                         |                          |
| 2001 | Totally Blonde                              | Ramona                                                        |                          |
| 2002 | Austin Powers in Goldmember                 | Frau Farbissina                                               |                          |
| 2004 | Eurotrip                                    | Mujer vieja en el confesionario                               | Sin acreditar            |
| 2004 | 30 Days Until I'm Famous                    | Lupe Horowitz                                                 | Película para televisión |
| 2005 | The 12 Dogs of Christmas                    | Señorita Walsh                                                |                          |
| 2006 | The Enigma with a Stigma                    | Patricia Riley                                                |                          |
| 2006 | Domestic Import                             | Bernice Kimmelman                                             |                          |
| 2006 | Haversham Hall                              | Directora Moira Grodnickel                                    | Película para televisión |
| 2006 | Ice Age: The Meltdown                       | Buey hembra                                                   | Voz                      |
| 2006 | Getting Played                              | Lydia                                                         |                          |
| 2006 | Pro-Choice                                  | Madre de Danny                                                | Cortometraje             |
| 2006 | The Amazing Screw-On Head                   | Aggie y Geraldine                                             | Voz                      |
| 2007 | Frank                                       | Monica Loveless                                               |                          |
| 2007 | Reno 911: Miami                             | Madre de Spoder                                               |                          |
| 2007 | The Captain                                 | Nedra                                                         | Cortometraje             |
| 2007 | Surf's Up                                   | Doris Flipkitz                                                | Voz; escenas eliminadas  |
| 2007 | Shredderman Rules                           | Dra. Sheila Voss                                              | Película para televisión |
| 2007 | Goldfish                                    | Maestra                                                       | Cortometraje             |
| 2007 | Beyond the Pale                             | Señorita Plotzkin                                             |                          |
| 2008 | Wieners                                     | Señorita Applebaum                                            |                          |
| 2008 | Happy Wednesday                             | Deana Williams                                                | Cortometraje             |
| 2008 | Extreme Movie                               | Jane                                                          |                          |
| 2009 | Spring Breakdown                            | Lavonne                                                       |                          |
| 2009 | The Big Idea                                | Iris Pikarski                                                 | Cortometraje             |
| 2009 | Jesus People: The Movie                     | Claudia                                                       |                          |
| 2009 | The Dog Who Saved Christmas                 | Abuela Bannister                                              | Película para televisión |
| 2010 | U.S.S. Alabama                              | Dra. Lila Corn                                                | Película para televisión |
| 2010 | Dick Tracy Special                          | Bernice                                                       | Película para televisión |
| 2010 | Lilly's Light                               | Peaches                                                       | Película para televisión |
| 2010 | The Dog Who Saved Christmas Vacation        | Abuela Bannister                                              | Película para televisión |
| 2011 | The Newest Pledge                           | Presidente Dumervile                                          |                          |
| 2011 | Monster Mutt                                | Helen                                                         |                          |
| 2011 | Mars Needs Moms                             | Supervisora                                                   |                          |
| 2011 | Transformers: el lado oscuro de la luna     | Agente de seguros                                             |                          |
| 2011 | The Dog Who Saved Halloween                 | Abuela                                                        | Película para televisión |
| 2014 | The Little Rascals: Save The Day            |                                                               | Directo a DVD            |

### Televisión
| Año        | Título                               | Rol                                 | Notas                                     |
| ---------- | ------------------------------------ | ----------------------------------- | ----------------------------------------- |
| 1979       | B. J. and the Bear                   |                                     | 1 episodio                                |
| 1986       | Perfect Strangers                    | Anfitriona                          | 1 episodio                                |
| 1991       | On the Television                    | Papeles varios                      | 7 episodios                               |
| 1991       | Riders in the Sky                    | Lois / Madre en el escenario        | 2 episodios                               |
| 1992       | The Larry Sanders Show               | Escritora                           | 3 episodios                               |
| 1993       | Saved by the Bell: The College Years | Clara Meade                         | 2 episodios                               |
| 1994       | Good Advice                          | Jill                                | 1 episodio                                |
| 1993, 1995 | Family Matters                       |                                     |                                           |
| 1995       | Sister, Sister                       | Madre de Denise                     | 1 episodio                                |
| 1996       | Friends                              | Organizadora de la boda             | 1 episodio                                |
| 1996       | Nick Freno: Licensed Teacher         | Señorita Fleckner                   | 1 episodio                                |
| 1997       | Ellen                                | June Haddassi                       | 1 episodio                                |
| 1997       | Alright Already                      | Maxine                              | 1 episodio                                |
| 2000       | The Wild Thornberrys                 | Lémur #2 / Presentadora de noticias | 1 episodio; voz                           |
| 2000       | Manhattan, AZ                        | Lona                                | Papel recurrente                          |
| 2001       | Just Shoot Me!                       | Señorita Lubitz                     | 1 episodio                                |
| 2001       | Even Stevens                         | Señora Lynch                        | 1 episodio                                |
| 2002       | Invader ZIM                          | Condesa von Verminstrasser          | 1 episodio; voz                           |
| 2002       | She Spies                            | Ylva Gallo                          | 1 episodio                                |
| 2003       | Hidden Hills                         |                                     | 2 episodios                               |
| 2003       | On the Spot                          | Fifi                                | 5 episodios                               |
| 2004       | Reno 911!                            | Señorita Leonard                    | 2 episodios                               |
| 2004       | Joey                                 | Directora de casting                | 1 episodio                                |
| 2005       | Unfabulous                           | Superintendente Jackie Bell         | 1 episodio                                |
| 2005       | That's So Raven                      | Jueza Foodie                        | 1 episodio                                |
| 2005       | Cuts                                 | Señora Fennell                      | 1 episodio                                |
| 2006       | The King of Queens                   | Sherry                              | 1 episodio                                |
| 2006       | Lovespring International             | Monica                              | 1 episodio                                |
| 2006       | The Replacements                     | Líder Scout Susan                   | 1 episodio; voz                           |
| 2006       | The Suite Life of Zack and Cody      | Hermana Rose                        | 1 episodio                                |
| 2006       | American Dragon: Jake Long           |                                     | 2 episodios; voz                          |
| 2006–2007  | Higglytown Heroes                    | Tía Mellie                          | 2 episodios; voz                          |
| 2006–2008  | Robot Chicken                        |                                     | 4 episodios; voz                          |
| 2007       | Curb Your Enthusiasm                 | Enfermera                           | 1 episodio                                |
| 2007–2008  | Tak and the Power of Juju            | Chaka Ungataka                      | 2 episodios; voz                          |
| 2007–2012  | iCarly                               | Señora Francine Briggs              | Papel recurrente; 9 episodios             |
| 2007–2010  | Chowder                              | Papeles varios                      | 28 episodios; voz                         |
| 2008       | Scrubs                               | Señorita Cropper                    | 1 episodio                                |
| 2008       | My Name Is Earl                      | Señorita Zaks                       | 1 episodio                                |
| 2008       | Rita Rocks                           |                                     | 1 episodio                                |
| 2008       | My Own Worst Enemy                   | Arlene Scott                        | Papel recurrente                          |
| 2008       | Worst Week                           | Elka                                | 1 episodio                                |
| 2008       | Unknown Sender                       | Doris                               | 1 episodio                                |
| 2008       | Come On Over                         | Grandy                              | 1 episodio                                |
| 2010       | 10 Things I Hate About You           | Compradora de cosméticos            | 1 episodio                                |
| 2010       | Kick Buttowski: Suburban Daredevil   | Señora Chicarelli                   | 2 episodios; voz                          |
| 2010       | Svetlana                             | Mamá                                | 1 episodio                                |
| 2010       | Warren the Ape                       |                                     | 1 episodio                                |
| 2010       | Glory Daze                           | Señora de los boletos               | 1 episodio                                |
| 2010       | Desperate Housewives                 | Mitzi Kinsky                        | Papel recurrente                          |
| 2011       | Elvira's Movie Macabre               | Ethel, Maestra de Artes             | 1 episodio                                |
| 2011       | Scooby-Doo! Mystery Incorporated     | Decana Fenk / Bibliotecaria         | 1 episodio; voz                           |
| 2011—2014  | A.N.T. Farm                          | Directora Susan Skidmore            | Papel recurrente                          |
| 2011       | 2 Broke Girls                        | Señorita Stein                      | 1 episodio                                |
| 2012—2014  | The Legend of Korra                  | Jefa Lin Bei Fong                   | Voz                                       |
| 2015-2017  | Con Man                              | Bobbie                              | Serie web; papel recurrente; 12 episodios |
| 2018       | Grace and Frankie                    | Sally                               | 1 episodio                                |